# Festival di Sanremo 1994

Da sinistra: due dei conduttori del Festival, Anna Oxa e Pippo Baudo.

Il quarantaquattresimo Festival di Sanremo si svolse al teatro Ariston di Sanremo dal 23 al 26 febbraio 1994 con la conduzione di Pippo Baudo, per la prima volta anche direttore artistico, affiancato da Anna Oxa e Cannelle. Dopo sedici anni, l'organizzazione del Festival tornò ad essere gestita e coordinata in toto dalla Rai; fu inoltre la prima edizione in cui i ruoli di conduttore e direttore artistico vennero affidati entrambi alla stessa persona. I collegamenti dalle varie sedi Rai nelle quali erano dislocate le giurie Explorer vennero affidati ad Antonella Clerici.
L'edizione ebbe la particolarità di essere vinta da due artisti entrambi originari della Toscana e non vedenti: Aleandro Baldi (già vincitore delle Nuove proposte nel 1992) con la canzone Passerà per la categoria Campioni (con una vittoria a sorpresa, in quanto inizialmente si riteneva favorita Laura Pausini, classificatasi invece terza) ed Andrea Bocelli (che diventerà di lì a poco una star a livello mondiale) con il brano Il mare calmo della sera per la categoria Nuove proposte. Molto successo fu ottenuto, nella categoria Campioni, oltre che dalla Pausini, anche da Giorgio Faletti, fino ad allora noto principalmente come comico e presentatosi a sorpresa nell'inedita veste di cantautore impegnato, con il brano Signor tenente, ispirato alle stragi mafiose di Capaci e via D'Amelio, classificatosi secondo e vincitore del Premio della critica, mentre tra le Nuove proposte, oltre a Bocelli, spiccarono quelle che sarebbero diventate in pochi anni due importanti voci femminili della musica italiana: Giorgia con il brano E poi e Irene Grandi con Fuori.
In questa edizione, andando incontro alle richieste delle case discografiche, la Rai e Pippo Baudo aboliscono le eliminatorie per i Campioni, ma vengono lasciate in vigore per le Nuove Proposte. 

## Partecipanti

### Sezione Campioni

Il podio della sezione Campioni; da sinistra: la terza classificata Laura Pausini, il vincitore Aleandro Baldi e Giorgio Faletti, secondo e insignito del Premio della Critica.

| Interprete                  | Ultime partecipazioni al Festival |
| --------------------------- | --- |
| Aleandro Baldi              | 1992 (tra le Novità) |
| Alessandro Bono             | 1992 (tra le Novità) |
| Alessandro Canino           | 1993 |
| Andrea Mingardi             | 1993 |
| Carlo Marrale               | 1993 (come membro dei Matia Bazar) |
| Claudia Mori                | 1970 |
| Enzo Jannacci e Paolo Rossi | 1991 e Esordiente |
| Formula 3                   | 1992 |
| Francesco Salvi             | 1993 |
| Franco Califano             | 1988 |
| Gerardina Trovato           | 1993 (tra le Novità) |
| Giorgio Faletti             | 1992 |
| Ivan Graziani               | 1985 |
| Laura Pausini               | 1993 (tra le Novità) |
| Loredana Bertè              | 1993 |
| Marco Armani                | 1986 |
| Mariella Nava               | 1992 |
| Michele Zarrillo            | 1992 |
| Rettore                     | 1986 |
| Squadra Italia              | 1960 (Nilla Pizzi), 1969 (Wilma Goich), 1973 (Toni Santagata), 1976 (Rosanna Fratello e Wess), 1982 (Jimmy Fontana), 1983 (Giuseppe Cionfoli e Gianni Nazzaro) ed esordienti (Lando Fiorini, Mario Merola e Manuela Villa) |

### Sezione Nuove proposte

L'astro nascente della musica mondiale, Andrea Bocelli (secondo da sinistra), vincitore della sezione Nuove proposte con Il mare calmo della sera.

| Interprete        | Ultime partecipazioni al Festival |
| ----------------- | --------------------------------- |
| Andrea Bocelli    | Esordiente                        |
| Antonella Arancio | Esordiente                        |
| Baraonna          | Esordienti                        |
| Daniela Colace    | Esordiente                        |
| Daniele Fossati   | Esordiente                        |
| Danilo Amerio     | Esordiente                        |
| Francesca Schiavo | Esordiente                        |
| Franz Campi       | Esordiente                        |
| Giò Di Tonno      | Esordiente                        |
| Giorgia           | Esordiente                        |
| Irene Grandi      | Esordiente                        |
| Joe Barbieri      | Esordiente                        |
| Lighea            | Esordiente                        |
| Paideja           | Esordienti                        |
| Paola Angeli      | Esordiente                        |
| Silvia Cecchetti  | Esordiente                        |
| Simona D'Alessio  | Esordiente                        |
| Valeria Visconti  | Esordiente                        |

## Classifica, canzoni e cantanti

### Sezione Campioni
| Posizione | Interprete                  | Canzone                      | Autori                                               | Voti ricevuti |
| --------- | --------------------------- | ---------------------------- | ---------------------------------------------------- | ------------- |
| 1º        | Aleandro Baldi              | Passerà                      | A. Civai, G. Bigazzi e M. Falagiani                  | 27.145        |
| 2º        | Giorgio Faletti             | Signor tenente               | G. Faletti                                           | 25.742        |
| 3º        | Laura Pausini               | Strani amori                 | A. Valsiglio, R. Buti, Cheope, M. Marati e F. Tanini | 25.587        |
| 4º        | Gerardina Trovato           | Non è un film                | A. Anastasio, C. Valli e G. Trovato                  | 25.076        |
| 5º        | Michele Zarrillo            | Cinque giorni                | V. Incenzo e M. Zarrillo                             | 23.441        |
| 6º        | Enzo Jannacci e Paolo Rossi | I soliti accordi             | E. Jannacci, P. Rossi e P. Jannacci                  | 22.413        |
| 7º        | Ivan Graziani               | Maledette malelingue         | I. Graziani                                          | 22.248        |
| 8º        | Andrea Mingardi             | Amare amare                  | A. Mingardi e M. Tirelli                             | 21.863        |
| 9º        | Marco Armani                | Esser duri                   | M. Armenise e L. Carboni                             | 19.359        |
| 10º       | Donatella Rettore           | Di notte specialmente        | Cheope, D. Rettore e C. Rego                         | 18.943        |
| 11º       | Mariella Nava               | Terra mia                    | M. G. Nava                                           | 18.904        |
| 12º       | Formula 3                   | La casa dell'imperatore      | T. Cicco e M. Castelnuovo                            | 18.393        |
| 13º       | Loredana Bertè              | Amici non ne ho              | L. Bertè e P. Leon                                   | 18.035        |
| 14º       | Alessandro Canino           | Crescerai                    | B. Zucchetti, G. Dati e S. Busà                      | 17.988        |
| 15º       | Francesco Salvi             | Statento                     | F. Salvi e V. Cosma                                  | 17.392        |
| 16º       | Alessandro Bono             | Oppure no                    | A. Pizzamiglio                                       | 16.936        |
| 17º       | Claudia Mori                | Se mi ami...                 | T. Cutugno                                           | 16.273        |
| 18º       | Carlo Marrale               | L'ascensore                  | C. Marrale, P. Rodenbucher e Cheope                  | 15.572        |
| 19º       | Squadra Italia              | Una vecchia canzone italiana | S. Jurgens e M. Marrocchi                            | 14.900        |
| 20º       | Franco Califano             | Napoli                       | F. Califano, A. Laurenti e A. Gaudino                | 12.968        |

### Sezione Nuove proposte
| Posizione | Interprete        | Canzone                            | Autori                                   | Voti ricevuti |
| --------- | ----------------- | ---------------------------------- | ---------------------------------------- | ------------- |
| 1º        | Andrea Bocelli    | Il mare calmo della sera           | G. P. Felisatti, Malise e G. Nuti        | 12.641        |
| 2º        | Antonella Arancio | Ricordi del cuore (Anime sole)     | C. Allia e R. Distefano                  | 10.672        |
| 3º        | Danilo Amerio     | Quelli come noi                    | D. Amerio                                | 9.978         |
| 4º        | Irene Grandi      | Fuori                              | Telonio e I. Grandi                      | 9.743         |
| 5º        | Valeria Visconti  | Così vivrai                        | E. Croce e R. Eleuteri                   | 9.252         |
| 6º        | Lighea            | Possiamo realizzare i nostri sogni | S. Jurgens, T. Montelpare e G. Galgani   | 9.204         |
| 7º        | Giorgia           | E poi                              | G. Todrani, M. Calabrese e M. Rinalduzzi | 9.171         |
| 8º        | Francesca Schiavo | Il mondo è qui                     | V. Venturi                               | 8.832         |
| 9º        | Silvia Cecchetti  | Il mondo dove va                   | V. B. Scanu                              | 8.536         |
| 10º       | Giò Di Tonno      | Senti uomo                         | G. Di Tonno e A. Di Zio                  | 8.294         |
| NF        | Paola Angeli      | Cuore cuore                        | P. Angeli                                |               |
| NF        | Simona D'Alessio  | È solo un giorno nero              | C. Di Domenico e C. Pizzale              |               |
| NF        | Baraonna          | I giardini d'Alhambra              | F. Caporale e V. Caporale                |               |
| NF        | Daniela Colace    | Io e il mio amico Neal             | M. Ascolese e D. Colace                  |               |
| NF        | Franz Campi       | Ma che sarei                       | F. Campi                                 |               |
| NF        | Joe Barbieri      | Non spegnere i tuoi occhi          | J. Barbieri                              |               |
| NF        | Paideja           | Propiziu ventu                     | T. Nicoletta e V. Nicoletta              |               |
| NF        | Daniele Fossati   | Senza un dolore                    | D. Fossati                               |               |

## Altri premi
- Premio della Critica sezione Campioni: Giorgio Faletti per Signor Tenente.
- Premio della Critica sezione Nuove proposte: Baraonna per I giardini d'Alhambra.
- Premio Fonopoli per il miglior arrangiamento: Peppe Vessicchio per I giardini d'Alhambra.

## Regolamento
Una interpretazione per brano:
- 1ª serata: 20 Campioni (con classifica provvisoria)
- 2ª serata: 10 Campioni + 9 Nuove proposte (5 in finale)
- 3ª serata: 10 Campioni + 9 Nuove proposte (5 in finale)
- 4ª serata: 20 Campioni + 10 Nuove proposte (gare separate)

## Orchestra
L'Orchestra della RAI fu diretta dal maestro Pippo Caruso, durante le esibizioni dei cantanti dai maestri:
- Fabio Anastasi per Paola Angeli
- Antonio Annona per Joe Barbieri
- Michele Ascolese per Daniela Colace
- Stefano Barzan per Daniele Fossati
- Marco Biscarini per Franz Campi
- Eric Buffat per Michele Zarrillo
- Federico Capranica per Francesca Schiavo, Paideja e Simona D'Alessio
- Giorgio Cocilovo per Enzo Jannacci e Paolo Rossi
- Lucio Fabbri per Ivan Graziani e Lighea
- Marco Falagiani per Aleandro Baldi
- Euro Ferrari per Valeria Visconti
- Riccardo Galardini per Irene Grandi
- Alberto Laurenti per Franco Califano
- Gianfranco Lombardi per Giorgia
- Max Longhi per Francesco Salvi
- Detto Mariano per Claudia Mori
- Adelmo Musso per Squadra Italia
- Mario Natale per Danilo Amerio
- Pinuccio Pirazzoli per Donatella Rettore e Mariella Nava
- Stefano Previsti per Formula 3
- Bruno Santori per Giorgio Faletti
- Vince Tempera per Marco Armani, Alessandro Bono, Antonella Arancio, Silvia Cecchetti e Giò Di Tonno
- Walter Tesoriere per Carlo Marrale
- Maurizio Tirelli per Laura Pausini e Andrea Mingardi
- Celso Valli per Gerardina Trovato e Andrea Bocelli
- Peppe Vessicchio per Baraonna
- Fio Zanotti per Loredana Bertè
- Bruno Zucchetti per Alessandro Canino

## Sigla
"La gente che canta" interpretata da tutti gli artisti della categoria Campioni.

## DopoFestival
Il DopoFestival fu condotto da Mara Venier con Renato Zero, Sandro Ciotti, Roberto D'Agostino e la supervisione di Pippo Baudo.

## Ospiti cantanti
Questi gli ospiti che si sono esibiti nel corso delle quattro serate di questa edizione del Festival di Sanremo:
- Matt Bianco - Our Love
- Take That - Relight My Fire
- K.d. lang - Constant Craving
- Incognito - Givin' It Up / Always There (Acapella)
- Jamiroquai - Too Young to Die
- Dee Dee Bridgewater e Amii Stewart - Why
- Phil Collins - Everyday
- Elton John e RuPaul - Don't Go Breaking My Heart
- Carla Boni - Casetta in Canadà
- Gino Latilla - Vecchio scarpone
- Gianni Morandi - Banane e Lampone

## Piazzamenti in classifica dei singoli
| Artista           | Singolo                      | Italia (Massima posizione raggiunta) | Italia (Posizione annuale) |
| ----------------- | ---------------------------- | ------------------------------------ | -------------------------- |
| Laura Pausini     | Strani amori                 | 2                                    | 34                         |
| Giorgia           | E poi                        | 2                                    | —                          |
| Michele Zarrillo  | Cinque giorni                | 5                                    | 91                         |
| Giorgio Faletti   | Signor tenente               | 5                                    | —                          |
| Gerardina Trovato | Non è un film                | 6                                    | —                          |
| Andrea Bocelli    | Il mare calmo della sera     | 8                                    | 43                         |
| Irene Grandi      | Fuori                        | 8                                    | 67                         |
| Donatella Rettore | Di notte specialmente        | 9                                    | —                          |
| Aleandro Baldi    | Passerà                      | 9                                    | —                          |
| Antonella Arancio | Ricordi del cuore            | 10                                   | —                          |
| Squadra Italia    | Una vecchia canzone italiana | 11                                   | —                          |
| Loredana Bertè    | Amici non ne ho              | 22                                   | —                          |

## Compilation
- SuperSanremo '94
- Sanremo '94

## Organizzazione
RAI

## Ascolti
Risultati di ascolto delle varie serate, secondo rilevazioni Auditel.
| Prima TV Italia | Telespettatori | Share  |
| --------------- | -------------- | ------ |
| Prima serata    | 13 400 000     | 56,93% |
| Seconda serata  | 11 300 000     | 44,77% |
| Terza serata    | 12 700 000     | 52,18% |
| Quarta serata   | 13 100 000     | 60,63% |
| Media           | 12 625 000     | 53,63% |

## Esclusi
Come ogni anno non esiste un elenco ufficiale dei cantanti esclusi. Dalle notizie riportate dalla stampa, risulta che le canzoni pervenute sarebbero state 92, di cui 5 scartate a priori perché presentate oltre i termini. Fra i cantanti non ammessi a partecipare nella categoria Campioni vi sono: Mia Martini (E la vita racconta), Giuni Russo (La sua figura), Fiordaliso (Tutti colpevoli),  Cristiano De André (Cose che dimentico), Aeroplanitaliani, Paola Turci, Maria Carta e i Tazenda, Eduardo De Crescenzo (Lontano da qui), Rita Pavone, Peppe Barra, Enzo Gragnaniello, Adriano Pappalardo, Riccardo Fogli (Orsa), Alberto Fortis, Mike Francis, Nek, Tullio De Piscopo e Ladri di Biciclette (No).

## Direzione artistica
La direzione artistica del Festival fu curata da Pippo Baudo: per la prima volta coincisero le figure del presentatore e del direttore artistico.